# Jugador

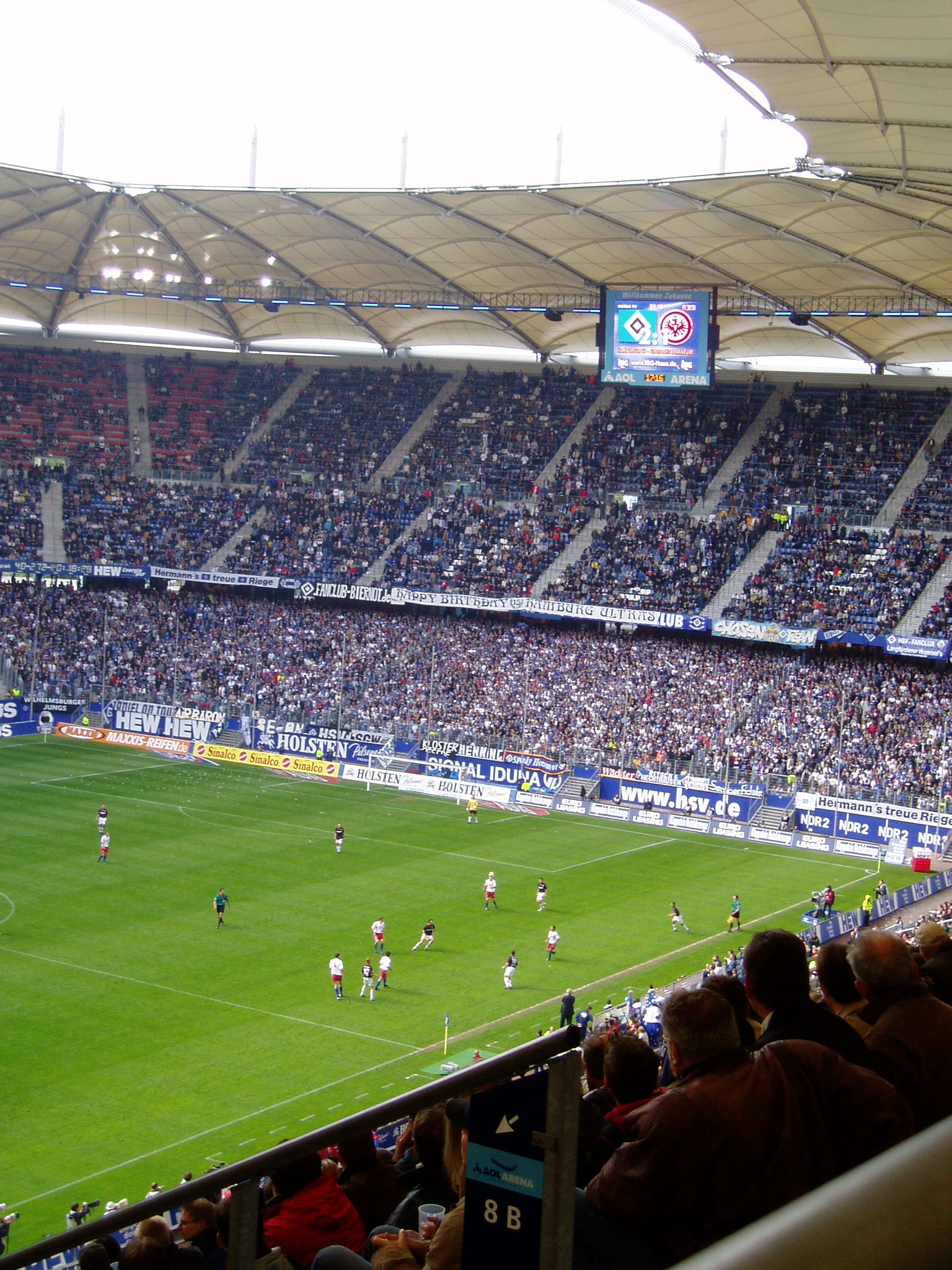
Un partido de fútbol en el HSH Nordbank Arena, en Hamburgo, Alemania.

Un jugador es un participante de un juego. Existen diversos juegos para cada número de jugadores, desde el solitario, de un jugador, a los videojuegos de rol multijugador masivos en línea, que pueden tener varios miles. También existen juegos, si es que se les puede llamar así, que no requieren de ningún jugador, como es el caso del juego de la vida de John Horton Conway.
En los juegos de rol, tanto los tradicionales como los videojuegos, se habla de personaje jugador (abreviado a menudo en PJ). Los personajes jugadores son personajes creados y controlados por un jugador (es decir, que cada jugador interpreta durante el juego a un único PJ), mientras que los personajes no jugadores (término a su vez a menudo dos y controlados por el director de juego. En los videojuegos de rol los PNJ están controlados por la computadora y suelen ser amistosos o neutrales hacia los PJ, aunque el director de juego puede también actuar sobre ellos, aunque de manera limitada.